# Głębokie (województwo pomorskie)
Głębokie (niem.  Tiefensee) – zniesiona nazwa osady w Polsce położona w województwie pomorskim, w powiecie gdańskim, w gminie Pruszcz Gdański.
Osada istniała do 2006 r., po czym została wcielona do Borkowa.
Osada była położona przy drodze wojewódzkiej nr 222 i w pobliżu obwodnicy Trójmiasta (węzeł drogowy Straszyn).

## Podział administracyjny
W latach 1975–1998 miejscowość należała administracyjnie do województwa gdańskiego.